# Yıldız Holding
La Yıldız Holding è un conglomerato turco con sede a Istanbul, noto soprattutto per la produzione di biscotti e dolciumi. L'azienda realizza anche beni di consumo e possiede attività di vendita al dettaglio, di private equity e gestione immobiliare.
Fondata nel 1944 a Topkapı, nella parte europea di Istanbul, la società è tra i maggiori produttori alimentari dell'area CEEMEA (Europa centrale-orientale, Medio Oriente e Africa) con un fatturato consolidato di 170 miliardi di lire turche. La Yıldız Holding controlla oltre 300 marchi e impiega circa 80 000 dipendenti in 46 stabilimenti (21 dei quali fuori dalla Turchia).
Al 2024 è l'azienda leader mondiale nel settore della produzione di biscotti, davanti alla statunitense Mondelēz e alla indiana ITC.